# EasyMax
EasyMax bezeichnet einen Mehrzweckfrachtschiffstyp der niederländischen Reederei Wagenborg Shipping.

## Geschichte
Der Schiffstyp wurde von Royal Wagenborg und Koninklijke Niestern Sander in Zusammenarbeit mit Conoship International entworfen.
Das Typschiff wurde von Ende 2015 bis April 2017 gebaut. In der Folge wurden mehrfach weitere Einheiten des Typs bestellt, unter anderem im März 2019, im April 2022, im Dezember 2022 und im Dezember 2023. Stand Ende 2024 sind vier Einheiten des Typs in Fahrt, zwei weitere befinden sich im Bau bzw. sind bestellt. Ein Schiff des Typs wird zu einem CO2-Tanker ausgerüstet, um für den Transport von verflüssigtem Kohlenstoffdioxid zu Lagerstätten im Meeresboden eingesetzt zu werden.
2025 bestellte Royal Wagenborg sechs weitere Einheiten des Typs, die mit Biodiesel angetrieben werden können und für den Betrieb mit Methanol, Ammonium oder Flüssigerdgas vorbereitet werden.
Der Schiffstyp wurde im November 2017 mit dem Maritime KVNR Shipping Award der Koninklijke Vereniging van Nederlandse Reders ausgezeichnet.

## Beschreibung
Die Schiffe werden von einem Viertakt-Sechszylinder-Dieselmotor des Herstellers Caterpillar (Typ: MaK 6M32C) mit 2999 kW Leistung angetrieben. Der Motor wirkt über ein Untersetzungsgetriebe auf einen Verstellpropeller mit Kortdüse. Die Reisegeschwindigkeit der Schiffe beträgt rund 11 kn. Die Schiffe sind mit einem elektrisch angetriebenen Bugstrahlruder mit 750 kW Leistung ausgestattet.
Für die Stromerzeugung stehen ein von der Hauptmaschine angetriebener Generator mit 804 kW Leistung (1005 kVA Scheinleistung) und zwei Dieselgeneratoren (450 kVA Scheinleistung) zur Verfügung, die jeweils von einem Caterpillar-Dieselmotor des Typs C18 mit 360 kW Leistung angetrieben werden. Außerdem wurde ein Notgenerator mit 150 kW Leistung (188 kVA Scheinleistung) verbaut.
Die Schiffe verfügen über zwei boxenförmige Laderäume. Laderaum 1 ist bei den ersten beiden Einheiten 47,36 m lang, 13,50 m breit und 12,10 m hoch, Laderaum 2 ist 64,38 m lang, 13,50 m breit und 12,10 m hoch. Die Gesamtkapazität der Laderäume beträgt 17.698 m³. Bei den Folgebauten ist Laderaum 2 mit einer Länge von 68,82 m etwas länger. Die Gesamtkapazität der Laderäume beträgt 17.783 m³. Die Laderäume werden mit Stapellukendeckeln verschlossen. Die Lukendeckel können mit einem Lukenwagen bewegt werden. Die Schiffe können auch mit offenen Laderäumen betrieben werden. Die Lukendeckel können dann im vorderen und hinteren Bereich der Luke 1 sowie im hinteren Bereich der Luke 2 gelagert werden. Die Länge der Lukenöffnung verringert sich dabei auf 32,58 m bei Luke 1 und 58,50 m bei Luke 2. Die Lukendeckel können auch von Bord genommen und an Land gelagert werden. Die Schiffe sind mit zwei Schotten ausgerüstet, mit denen die Laderäume unterteilt werden können. Die Schotten können an vier Positionen im Laderaum 1 und an fünf Positionen im Laderaum 2 aufgestellt werden. Die Tankdecke kann mit 15 t/m² belastet werden, die Lukendeckel mit 1,75 t/m².
Das Deckshaus befindet sich im Bugbereich, die Maschinenanlage ist im Heckbereich der Schiffe untergebracht. Das vordere Deckshaus erlaubt den Transport hoher Ladungen, ohne dass diese die Voraussicht von der Brücke einschränken. Gleichzeitig dient es als Schutz für Decksladungen bzw. beim Betrieb mit offenen Lukendeckeln.
Die Manöverstation im Bugbereich des Schiffes für das An- und Ablegen ist gedeckt und in die Decksaufbauten integriert. Die Schiffe werden von einer siebenköpfigen Besatzung gefahren. An Bord stehen elf Kabinen für Besatzungsmitglieder zur Verfügung.
Der Rumpf der Schiffe ist eisverstärkt (Eisklasse 1A).

## Schiffe
| EasyMax            | EasyMax   | EasyMax    | EasyMax                                      | EasyMax                                            |
| Bauname            | Baunummer | IMO-Nummer | Kiellegung Stapellauf Fertigstellung         | Bemerkung                                          |
| ------------------ | --------- | ---------- | -------------------------------------------- | -------------------------------------------------- |
| Egbert Wagenborg   | 850       | 9802695    | Dezember 2015 2. Februar 2017 21. April 2017 |                                                    |
| Máxima             | 851       | 9882061    | - 29. Oktober 2020 2. Februar 2021           |                                                    |
| Amalia             | 852       | 9973327    | - 19. Oktober 2023 12. Januar 2024           |                                                    |
| Alexia             | 853       | 9997282    | 22. August 2024 8. November 2024             |                                                    |
| Carbon Destroyer 1 | 854       | 1053406    | 14. Mai 2025                                 | CO2-Tanker; Schiff basiert auf dem EasyMax-Entwurf |
|                    | 855       | 1056630    |                                              |                                                    |

Die Schiffe fahren unter der Flagge der Niederlande mit Heimathafen Delfzijl. Die Egbert Wagenborg ist nach Egbert Wagenborg, dem Gründer der heutigen Koninklijke Wagenborg benannt, die Máxima nach Königin Máxima.